# شتر یک‌کوهانه
شتر یک کوهانه یا شتر عربی گونه‌ایی از شترسانان است که در آفریقای شمالی و خاورمیانه زندگی می‌کند.